# 高知市文化プラザかるぽーと
高知市文化プラザかるぽーと（こうちしぶんかプラザかるぽーと）は、高知県高知市にある多機能型文化ホール。高知市文化プラザ条例に基づき設置されている施設である。「かるぽーと」は愛称であり、2002年（平成14年）4月に開館した。
2024年（令和6年）10月1日からネーミングライツにより、高知市文化プラザ大ホールは「四国銀行ホール」、小ホールは「龍馬学園イベントホール」の名称となっている。

## 概要
高知市中心市街再開発計画の目玉の一つとして高知市が計画・発注し、2001年竣工した。総事業費は約190億円。鉄骨鉄筋コンクリート造（一部、鉄骨造及び鉄筋コンクリート造）地下3階、地上11階建ての施設である（延床面積は35,888.86m2）。設計は昭和設計、2009年の指定管理者制度導入により運営は高知市文化プラザ共同企業体。
「かるぽーと」の愛称は、公募より選ばれた「文化」と「港」を意味する英語「カルチャー」と「ポート」を組み合わせた造語である。
建物は印象的な円柱の上部が垂直に切り取られたようなの外観で、文化の風を受け進む帆船をイメージしたもの。正面大階段から続く立体広場（ガレリア）を中心に主要施設が構成されている。建物の中心をくりぬいたような大きな吹き抜けがあるのも特徴。大小2つのホールをはじめ、横山隆一記念まんが館や展示面積1500m2の市民ギャラリー、また中央公民館やレストラン等の施設も備えるなど、複合施設としての役割を果たしている。

## 施設
高知市文化プラザ条例第3条で次の施設を置くとされている。
- 文化ホール
- 市民ギャラリー - 展示面積1,500m2
- 横山隆一記念まんが館
- 中央公民館（高知市立中央公民館）
- ガレリアその他の施設
  - 喫茶「カフェ・ドゥ・リーブル」
  - レストラン「タンドル ターブル」

### 文化ホール
- 大ホール（四国銀行ホール）[3] - 固定席1,085、クラシック音楽コンサートのほか各種学会やまんが甲子園が開催される。
- 小ホール（龍馬学園イベントホール）[3] - 移動席200

### 高知市立中央公民館
高知市立中央公民館については高知市文化プラザ条例に基づき同施設内に設置されているが、具体的には高知市立公民館条例で定められている。
建物の8階に中央公民館ロビーがあり、9階に第1・2・3学習室、特別学習室，第1・2・3和室、茶室がある。また、10階に調理室、絵画室、工芸室、彫塑・陶芸室、陶芸窯室、11階に大講義室、音楽室、軽運動室がある。

## 建築概要
- 竣工 - 2001年
- 設計 - 昭和設計、細木建築研究所
- 施工 - 鹿島・フジタ・新進・入交・宮崎技建建設工事共同企業体
- 延床面積 - 35,888.862[2]
- 構造 - 鉄骨鉄筋コンクリート造、一部鉄骨造および鉄筋コンクリート造[2]
- 規模 - 地下3階、地上11階建[2]（高さ68.7m）
- 備考 - 第18回高知市都市美デザイン賞受賞（一般建築部門）

### ギャラリー

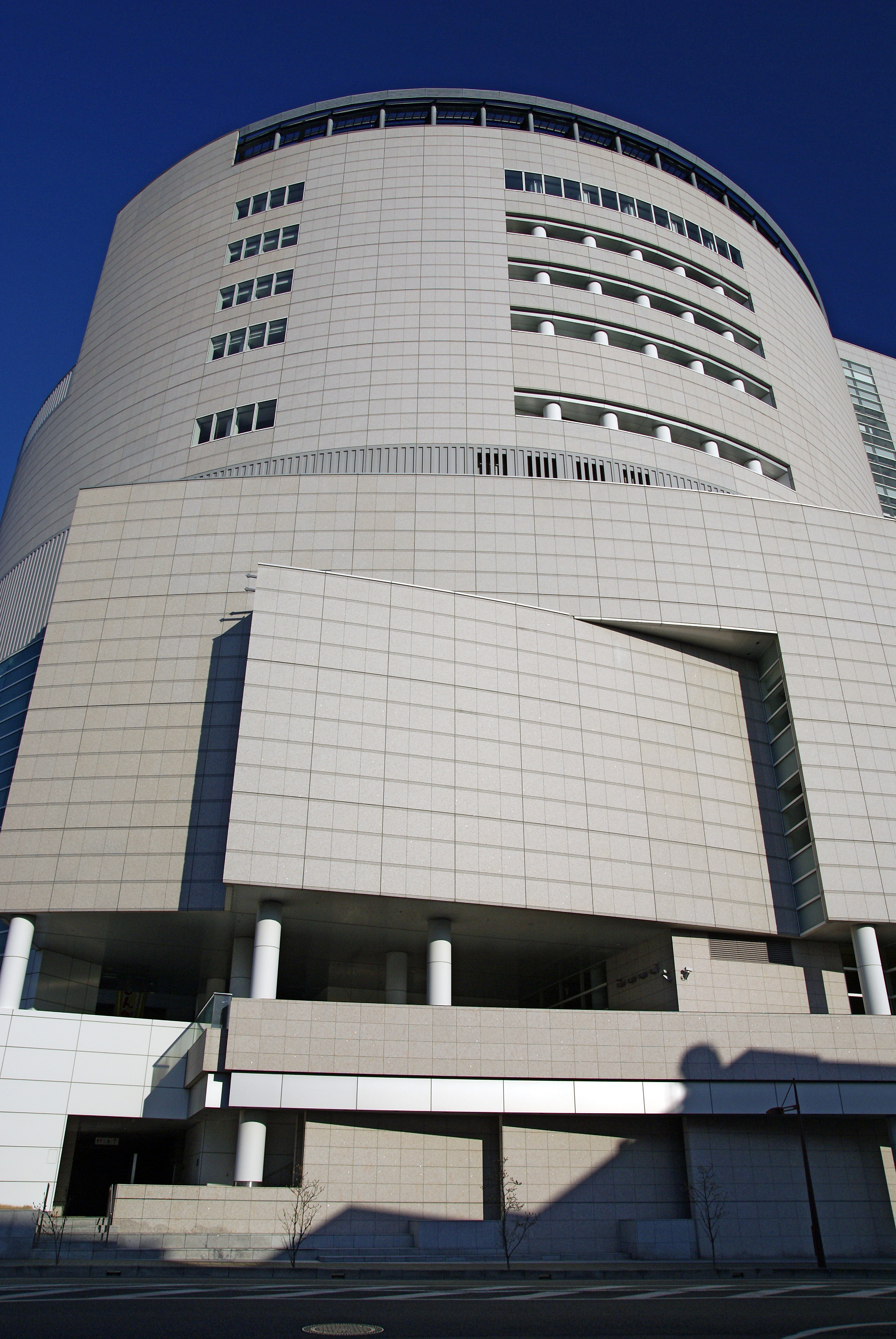
西面
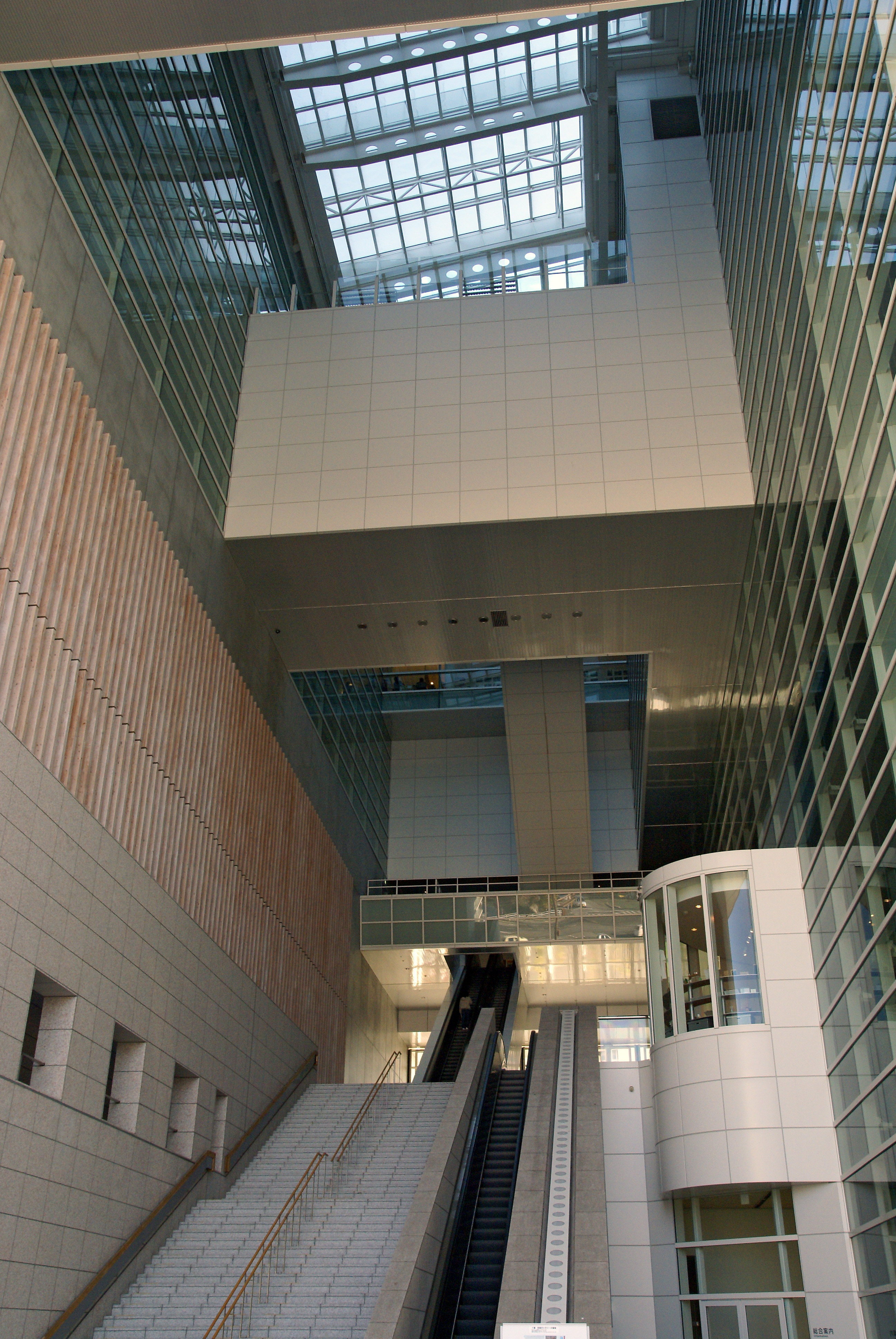
エントランス

## 所在地
〒781-9529 高知県高知市九反田2番1号

## 交通アクセス
- とさでん交通 後免線 菜園場町停留場 徒歩2分
- JR四国 土讃線 高知駅 徒歩17分

## 周辺
- はりまや橋
- トップワン四国
- ホテル日航高知旭ロイヤル